# Franzischak Kuschal
Franzischak Kuschal, auch Franz Kushel genannt, (belarussisch Францішак Кушаль; * 16. Februar 1895 in Piarschai, Gouvernement Minsk, Russisches Kaiserreich; † 25. Mai 1968 in Rochester, New York) war ein belarussischer General und Politiker. Während des Zweiten Weltkrieges befehligte er die Weißruthenische Heimwehr, eine Militäreinheit, die auf Seiten des nationalsozialistischen Deutschen Reiches gegen die Rote Armee kämpfte.

## Leben
Franzischak Kuschal wurde 1895 bei Minsk geboren.
Im Jahr 1916 beendete Kuschal die Infanterieschule in Vilnius und nahm am Ersten Weltkrieg teil. Er erhielt den Rang eines Kapitäns (Hauptmanns), bevor die Revolution der Bolschewiki seine Karriere in der Kaiserlich Russischen Armee beendete. Von 1917 bis 1921 diente er in mehreren pro-zaristischen polnischen Einheiten, welche der Weißen Armee im Kampf gegen die Bolschewisten halfen. Von 1921 bis zum August 1939 war Kuschal Kapitän der Polnischen Armee. Zwischen September 1939 und Januar 1941 befand er sich, aufgrund seiner Beteiligung am Polnisch-Sowjetischen Krieg, in sowjetischer Gefangenschaft, wo er einer Quelle zufolge mit dem NKWD zusammenarbeitete, um womöglich sein Leben zu retten. Kuschal überlebte das Massaker von Katyn.

### Zweiter Weltkrieg
Während des Zweiten Weltkriegs kollaborierte Kuschal aktiv mit den deutschen Besatzern und sah das Dritte Reich als zivilisierte und kultivierte Nation an, welche dabei helfen könnte, die Unabhängigkeit von Belarus zu verwirklichen. Kuschal wurde Polizeichef von Minsk.
Am 1. Juli 1942 wurde er damit beauftragt, den Weißruthenischen Selbstschutzkorps, eine Militäreinheit zur Bekämpfung von Partisanen, aufzubauen. Es gelang ihm und seinen Untergebenen, 20 Bataillone und einige kleinere Formationen aufzustellen. Im Frühjahr 1943 wurde die Organisation wegen der fehlenden Unterstützung seitens der Deutschen aufgelöst. Ab August 1943 war Kuschal der höchstrangige belarussische Polizeioffizier.
Kuschal rügte, in einem detaillierten Bericht über das Vorgehen der Deutschen im Unternehmen Hermann, das grausame und wahllose Vorgehen gegen die Zivilbevölkerung. Mitglieder des Weißruthenischen Vertrauensrats wandten sich daraufhin an die deutschen Machthaber, was wütende Reaktionen von Polizei und SS hervorrief, jedoch nicht zur gewünschten Mäßigung der Partisanenbekämpfung führte.
Aufgrund der immer näher rückenden sowjetischen Front erklärte sich Curt von Gottberg am 23. Februar 1944 dazu bereit, die Weißruthenische Heimwehr zu gründen, die unter dem Kommando von Kuschal stand und ebenfalls der Bekämpfung von Partisanen diente. Kuschal war sowohl Major als auch Inspekteur der Weißruthenischen Heimwehr. Später diente er in der 30. Waffen-Grenadier-Division der SS.

### Exil
Im Juli 1944 floh Kuschal infolge des Rückzugs nach Deutschland. Am 28. April 1945 geriet er in der Region Eisenstadt im Protektorat Böhmen und Mähren in US-amerikanische Gefangenschaft, wurde jedoch wieder freigelassen. Später gründete Kuschal die Vereinigung belarussischer Veteranen, welche weltweit operierte. In der Ganghofersiedlung in Regensburg leitete Kuschal das im Juni 1945 einberufene Komitee der Weißrussen, das für Niederbayern und die Oberpfalz zuständig war.
Kuschal war Leiter des DP-Camps in Michelsdorf. Nach eigenen Angaben soll er Kontakte zu einer belarussischen antisowjetischen Partisanenbewegung unter der Führung von Michal Wituschka gehalten haben.
Er blieb bis zum Jahr 1950 in Westdeutschland, bevor er schließlich in die USA auswanderte, wo er ein aktives Mitglied der belarussischen Exilgemeinde war. Kuschal erhielt den Rang eines Generalmajors und den eines Verteidigungsministers von der Exilregierung des Weißruthenischen Zentralrats. Von 1952 bis 1954 war er Vorsitzender der Belarusian-American Association. Kuschal verstarb am 25. Mai 1968 in Rochester.